# Aphoebantus pellucidus
Aphoebantus pellucidus är en tvåvingeart som beskrevs av Daniel William Coquillett 1892. Aphoebantus pellucidus ingår i släktet Aphoebantus och familjen svävflugor. Inga underarter finns listade i Catalogue of Life.